# Brachymenium murale
Brachymenium murale là một loài rêu trong họ Bryaceae. Loài này được Schimp. mô tả khoa học đầu tiên năm 1872.